# Final Speed – Stoppt den Todeszug!
Final Speed – Stoppt den Todeszug! (Final Run) ist ein kanadischer Spielfilm von Armand Mastroianni aus dem Jahr 1999.

## Handlung
Der Pilot Glen „Lucky“ Singer und seine Familie nehmen ebenso wie einige wichtige Politiker an der Einweihungsfahrt des neuen computergesteuerten dieselelektrischen High-Tech-Zugs „Grand Royale“ teil. Kurz nach der Abfahrt passiert dem Lokführer ein Missgeschick: Er leert aus Versehen ein Glas Wasser in die Kontrolleinheit der Lokomotive. Dadurch fällt das gesamte Computersystem aus, und der Zug lässt sich nicht mehr steuern. Beim Versuch, die durchgebrannten Hauptsicherungen zu überprüfen, stürzt der Lokführer vom Zug und stirbt. Lucky versucht, durch Abschalten der Kraftstoffzufuhr den Zug zum Stehen bringen, was aber aufgrund der hohen Masse nicht rasch genug gelingt, und auch der Versuch, die Wagen von der Lok abzukoppeln, scheitert. Dabei fällt auch Lucky vom Zug, nimmt aber eine Abkürzung und springt vor einer Tunneleinfahrt wieder auf. Aus einem Hubschrauber erhält Lucky Sprengstoff, mit dem er die Wagen schließlich von der Lok trennen und so zum Stehen bringen kann. Damit sind alle Passagiere gerettet. Lucky selbst hat sich auf die Lokomotive begeben, die bei einem Krankenhaus zu entgleisen droht. Durch Wiedereinschalten der Kraftstoffzufuhr schafft er es, sie zu beschleunigen, um sie bereits vor dem Krankenhaus zum Entgleisen zu bringen. Nachdem er sich vom Dach der Lok in einen Hubschrauber gerettet hat, entgleist die Lok rechtzeitig, um nicht auf das Krankenhaus zu stürzen, und explodiert zudem beim Sturz in eine Schlucht.

## Kritiken
- TV Spielfilm urteilte, „dämliche Dialoge und die schlappe Inszenierung lassen alle Spannung fahren“. Fazit: „Dieser Bummelzug gehört aufs Abstellgleis“.[1]
- Das Lexikon des internationalen Films meinte: „Stereotyper Katastrophenfilm mit vertrautem Personenarsenal, schlecht gespielt und hölzern in den Dialogen, der wie eine unfreiwillige Parodie auf sich selbst daher kommt.“[2]

## Hintergründe
- Gedreht wurde in Vancouver ab dem 9. August 1999.

- Der Film ist eine Fortsetzung von Aircrash - Katastrophe beim Take Off (1997).